# Климов, Алексей Филиппович

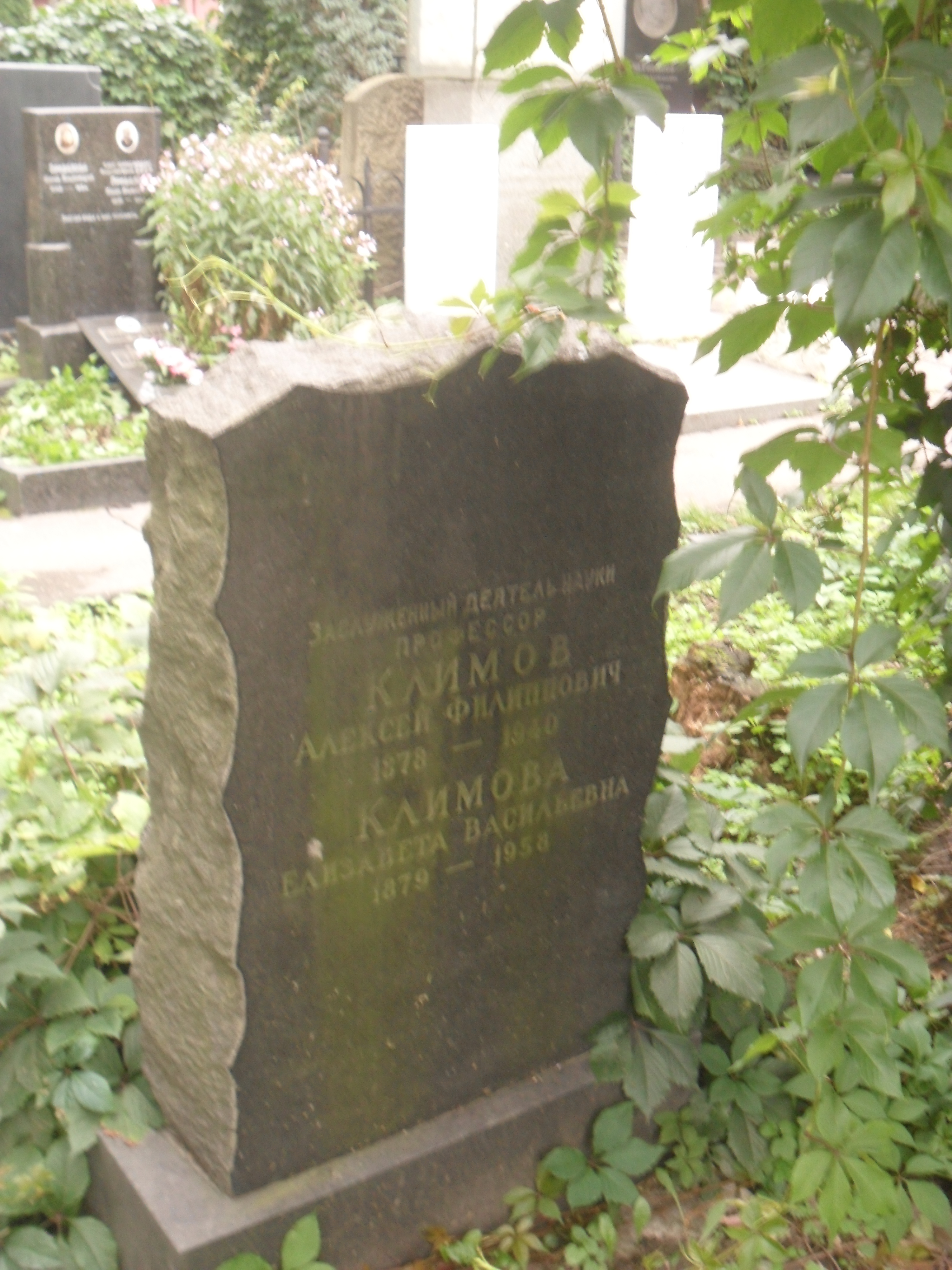
Могила Климова на Новодевичьем кладбище Москвы.

Алексей Филиппович Климов (1878—1940) — русский и советский ветеринар, профессор. Заслуженный деятель науки РСФСР (1940). Лауреат Сталинской премии третьей степени (1952 — посмертно).

## Биография
Алексей Климов родился 4 (16 февраля) 1878 года в селе Молчаново (ныне — Большеболдинский район, Нижегородская область). В 1909 году он окончил Казанский ветеринарный институт, после чего преподавал гистологию и эмбриологию в Новочеркасском ветеринарном институте, в 1916 году стал профессором. В 1921 году уехал в Москву, преподавал анатомию в Московском ветеринарном институте. С 1939 года был профессором Московской военно-ветеринарной академии.
Активно занимался исследованием анатомического строения животных, особенно взаимосвязью между строением внутренних органов, их функциями и биологическими особенностями животного организма.
Скончался 11 июня 1940 года. Похоронен в Москве на Новодевичьем кладбище.

## Награды и премии
- заслуженный деятель науки РСФСР (1940)
- Сталинская премия третьей степени (1952 — посмертно) — за учебник «Анатомия домашних животных», тт. I—II, 3-е переработанное издание (1950—1951)

## Память
- Имя присвоено кафедре анатомии и гистологии животных факультета ветеринарной медицины Московской государственной академии ветеринарной медицины и биотехнологии[2].